# Deutsche Jugend. Jugend- und Familienbibliothek

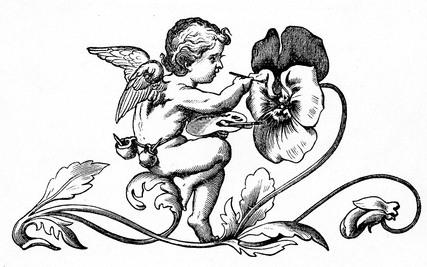
Illustration von Fedor Flinzer erschienen in Deutsche Jugend, Bd. 2, 1873, Seite 186

Deutsche Jugend. Jugend- und Familienbibliothek ist eine Jugendzeitschrift, die von 1873 bis 1939 in Leipzig erschien. Sie wurde von Julius Lohmeyer im Verlag Alphons Dürr herausgegeben. Einige Hefte trugen den Titelzusatz „Illustrirte Monatshefte für Knaben und Mädchen“. Sie enthielten Gedichte, Balladen, Märchen, Erzählungen und Rätsel.